# (448051) Pepisensi
(448051) Pepisensi es un asteroide perteneciente al cinturón de asteroides que orbita entre Marte y Júpiter con un periodo orbital de 4,62 años.
Fue descubierto el 31 de marzo de 2008 por los astrónomos amateur Sensi Pastor y José A. de los Reyes desde el Observatorio de La Murta en Murcia, España.

## Designación y nombre
Designado provisionalmente como 2008 FW61, fue nombrado Pepisensi en homenaje a las hijas de los descubridores.